# 김영광 (축구인)
김영광(한국 한자: 金永光, 1983년 6월 28일 ~ )은 대한민국의 전직 축구 선수로 현역 시절 전남 드래곤즈, 울산 HD, 경남 FC, 서울 이랜드, 성남 FC 등에서 골키퍼로 활약했다.

## 개요
전라남도 고흥군 출생으로 광양제철고등학교, 한려대학교를 졸업하였다. 한박자 빠른 판단력과 반사 신경, 그라운드를 휘어잡는 카리스마가 올리버 칸과 닮았다는 점에 착안하여 '리틀 칸'이라는 별명을 얻었다. 이름이 '영광'인 것에 착안하여 '글로리 킴 (Glory Kim)'이라는 별명이 붙기도 했다.

## 클럽 경력
2002년 전남 드래곤즈에서 데뷔하여, 2006년 인천 유나이티드와 준결승전에서 승부차기에서 승리하는 등 FA컵 우승에 큰 공헌을 하였다.
2006년 3월, 김영광은 전남 드래곤즈와 2년 재계약에 합의하였지만, 2007년 울산 현대 호랑이로 이적하여 꾸준히 주전으로 활약하며 2007, 2011 K리그 컵 우승, 2011 K리그 준우승, AFC 챔피언스리그 우승 등에 공헌하였다.
그러나, 2013 시즌에는 종아리 부상으로 인하여, 김승규에게 주전 경쟁에 밀려 6경기 밖에 출전하지 못했고, 2014 시즌을 앞두고 더 많은 경기에 출전하기 위해 경남 FC에 1년 간 임대 이적하였다. 울산은 김영광이 7년간 썼던 등번호 1번을 결번으로 지정하였고, 그가 울산으로 돌아오면 다시 1번을 선사하기로 약속하였다.
그 후, 경남에 임대 이적한 김영광은 리그에서 32경기 출전하여 43실점을 기록하였고, 11월 2일 인천과의 원정 경기 이후, 손정현에게 밀려 한 달 동안 출전을 못하다가, 12월 6일에 열린 광주와의 승강 플레이오프 2차전에 출전하여 많은 선방을 보였지만, 팀은 1무 1패를 기록하며 K리그 챌린지로 강등되었다.
시즌이 종료된 후, 경남에서 임대를 마치고 원 소속팀인 울산으로 복귀하였고, 그 후, 1월 19일에 서울 이랜드 FC로 이적하였다.
2017년 1월 5일에 서울 이랜드와 2022년까지 장기 재계약을 맺었으며, 2017 시즌을 앞두고 팀의 주장으로 선임되었다. 2018 시즌에도 주장직을 연임하였다. 2018년 5월 19일 부천종합운동장에서 열린 K리그2 12라운드에 최한솔의 골에 도움을 기록하기도 하였다. 하지만 2020년 2월 8일에 계약 해지됨이 발표되었다.
서울 이랜드와의 계약 해지 이후 성남 FC에서 테스트를 보고 있다는 소식이 전해졌으며 2020년 3월 19일, 성남 FC 입단을 확정지었다. 2020년 6월 7일에 치러진 대구 FC와의 경기에서 K리그 통산 500경기를 달성하였다.
2023 시즌 후, 현역 은퇴를 선언하였다.

## 국가대표팀 경력
2004년 하계 올림픽에서 팀의 주전 골키퍼로 수비진을 이끌며 대한민국의 8강 진출에 중심 역할을 하였다. 2004년 2월 14일 오만과의 친선경기에서 A매치에 데뷔하였고, 2006년 FIFA 월드컵과 2010년 FIFA 월드컵 최종 엔트리에 포함되었지만 본선 경기에서 기용되지는 않았다. 그 이후, 대표팀에 부름을 받지 못했다.

## 기록

### 클럽
- 마지막 업데이트: 2022년 8월 28일

| 시즌        | 클럽           | 리그         | 디비젼      | 경기 | 실점 |
| ----------- | -------------- | ------------ | ----------- | ---- | ---- |
| 2002        | 전남 드래곤즈  | K리그        | 1부         | 0    | 0    |
| 2003        | 전남 드래곤즈  | K리그        | 1부         | 11   | 15   |
| 2004        | 전남 드래곤즈  | K리그        | 1부         | 22   | 19   |
| 2005        | 전남 드래곤즈  | K리그        | 1부         | 32   | 34   |
| 2006        | 전남 드래곤즈  | K리그        | 1부         | 13   | 16   |
| 2007        | 울산 현대      | K리그        | 1부         | 36   | 26   |
| 2008        | 울산 현대      | K리그        | 1부         | 33   | 33   |
| 2009        | 울산 현대      | K리그        | 1부         | 32   | 33   |
| 2010        | 울산 현대      | K리그        | 1부         | 28   | 35   |
| 2011        | 울산 현대      | K리그        | 1부         | 34   | 36   |
| 2012        | 울산 현대      | K리그        | 1부         | 32   | 32   |
| 2013        | 울산 현대      | K리그 클래식 | 1부         | 6    | 10   |
| 2014        | 경남 FC (임대) | K리그 클래식 | 1부         | 32   | 43   |
| 2015        | 서울 이랜드    | K리그 챌린지 | 2부         | 38   | 52   |
| 2016        | 서울 이랜드    | K리그 챌린지 | 2부         | 41   | 34   |
| 2017        | 서울 이랜드    | K리그 챌린지 | 2부         | 36   | 55   |
| 2018        | 서울 이랜드    | K리그2       | 2부         | 36   | 51   |
| 2019        | 서울 이랜드    | K리그2       | 2부         | 34   | 64   |
| 2020        | 성남           | K리그        | 1부         | 24   | 33   |
| 2021        | 성남           | K리그        | 1부         | 38   | 46   |
| 2022        | 성남           | K리그        | 1부         | 23   | 43   |
| 커리어 통산 | 커리어 통산    | 커리어 통산  | 커리어 통산 | 579  | 706  |

## 그 외

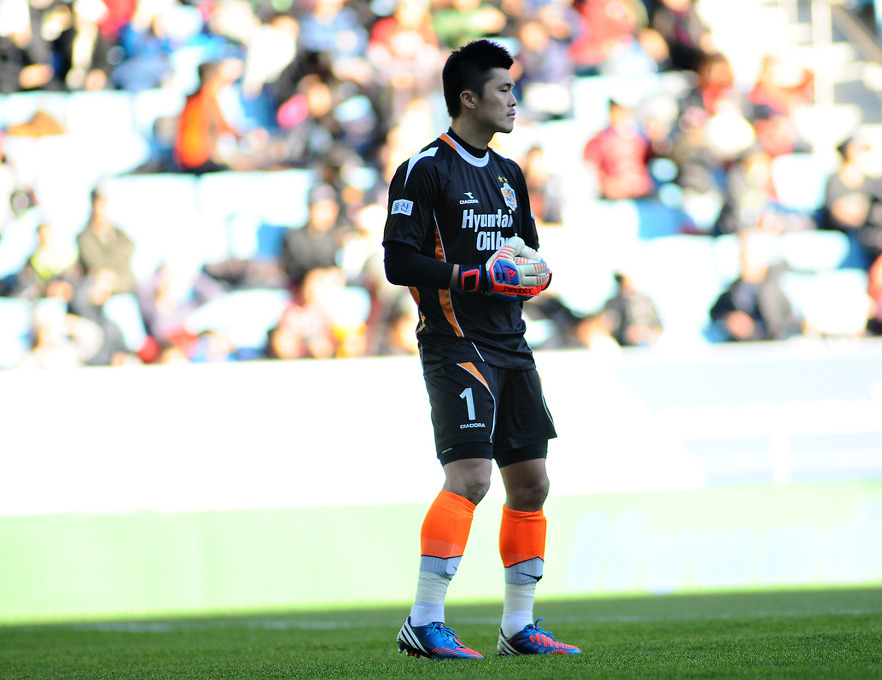
2012년 모습

2007년 'K-리그 올스타전'에서 김진규를 제치고 'K-리그 올스타 팬투표' 1위에 올랐다.
2007년 10월 21일 K-리그 플레이오프 대전 시티즌과의 경기에서 일부 관중이 그라운드에 물병을 집어던지자 날아온 물병을 다시 관중석에 던지다 퇴장을 당하였고, 6게임 출장 정지와 벌금 600만원의 징계를 받았다.
2010년 12월 11일 여자 친구인 김은지와 결혼하였다.
2015년 10월 14일에 오후 4시 서울잠실주경기장에서 열린 K리그 챌린지 선발팀과 청춘 FC와의 친선 경기를 앞두고, 청춘 FC 선수들에게 축구 용품을 선물하여 용품 후원을 약속하였다.
2017년 5월 6일 K리그 통산 400경기 출전이라는 대기록을 세웠다. 2017년 8월 12일 부천 FC 1995와의 경기에 출전하며, 서울 이랜드 FC에서의 첫번째 100경기 출전 선수라는 대기록을 세웠다.

## 경력

### 선수 경력
- 2002년 ~ 2006년  전남 드래곤즈
- 2007년 ~ 2015년  울산 현대
- 2014년  경남FC (임대)
- 2015년 ~ 2019년  서울 이랜드 FC
- 2020년 ~  성남 FC

### 국가 대표 경력
- 2004년 올림픽 축구 대표
- 2006년 아시안게임 축구 대표
- 2006년 FIFA 월드컵 대표
- 2010년 FIFA 월드컵 대표

## 수상

### 개인
- 2004년 제18회 올해의 프로축구 대상 프로스펙스 특별상 수상
- 2009년 2009 쏘나타 K-리그 특별상(전 경기 출전, 32경기 33실점)
- 2011년 2011 K리그 베스트 11 골키퍼부문
- 2018년 2018 K리그2 베스트 11 골키퍼부문
- 2018년 2018 K리그2 전경기/전시간 출전상(36경기 52실점)
- 2021년 2021 K리그1 전경기/전시간 출전상

### 클럽

#### 전남 드래곤즈
- FA컵 우승 1회 (2006년)
- FA컵 준우승 1회 (2003년)

#### 울산 현대 축구단
- 하우젠 컵 우승 1회 (2007년)
- 러시앤캐시 컵 우승 1회 (2011)
- AFC 챔피언스리그 우승 1회 (2012년)
- K리그 클래식 준우승 2회 (2011년, 2013년)